# Митрофан Критопулос
Патриа́рх Митрофа́н Крито́пулос (греч. Πατριάρχης Μητροφάνης Κριτόπουλος; около 1589, Верия — 30 мая 1639, Валахия) — Патриарх Александрийский (сентябрь 1636 — 20 мая 1639), монах, богослов.

## Биография
Родился в знатной семье, имя отца — Феодор. Начальное образование получил в родном городе Веррия. С детства был предназначен к церковной карьере и уже в двенадцатилетнем возрасте стал протапостоларием митрополита Веррийского Арсения.
Был монахом на Афоне. Митрофан Критопулос был близким сподвижником Кирилла Лукариса, при помощи которого он был послан учиться в Оксфорд в 1617 году. После этого некоторое время читал лекции в Германии и Швейцарии. Около 1624 года опубликовал православное исповедание веры, которое писал восемь месяцев. В нём он утверждает, что Церковь не может быть привязана ни к одному исповеданию веры. Это классический пример распространения протестантского конфессионализма на православную территорию: Православная Церковь оказывалась лишь одним из многих христианских направлений.
В 1625 году, во время пребывания в Хельмштедте, по просьбе университетских профессоров Георга Каликста и Германа Конринга, Митрофан составил «Исповедание Восточной, Кафолической и Апостольской Церкви», в котором изложил учение православной Церкви по отдельным спорным пунктам, дистанцируясь и от лютеранства, и от католичества. Однако в вопросе о числе таинств он все же сделал уступки протестантизму.
Критопулос был талантливым лектором, собиравшим большие аудитории в европейских странах. Но он также обладал весьма скверным характером и даже однажды был арестован в Венеции за попытку побить издателя, опубликовавшего одно из его наиболее спорных сочинений. В 1631 году он вернулся в Константинополь, а в 1634 году, при помощи своего покровителя Кирилла Лукариса, уже занимавшего в то время константинопольский престол, стал патриархом Александрийским. Однако благодарность не входила в число добродетелей Митрофана: вскоре он начал вести активные интриги против своего благодетеля Кирилла.
В 1636 году имя патриарха Митрофана помечено в списке патриархов Александрийских как «один из одаривших библиотеку книгами», действительно, большинство редких печатных изданий (с 1477 года) имеют «посвящение» (экслибрис) Митрофана, который, возвращаясь в Египет из путешествий, привозил с собой книги для библиотеки.
Умер 30 мая 1639 года в Валахии.